# Соколов, Виктор Иванович (футболист, 1931)
Ви́ктор Ива́нович Соколо́в (род. 1931 или 1932) — советский футболист, нападающий.
В чемпионате СССР выступал за «Шахтёр» Сталино в 1956—1959 годах, сыграл 37 матчей. В 1959—1960 годах играл за «Шахтёр» Горловка.
По данным сайта footballfacts.ru выступал за «Шахтёр» Сталиногорск в 1954—1955 годах и за «Химик» Северодонецк в 1961—1964 годах. По данным сайта footbook.ru за «Шахтёр» играл полный тёзка 1930 года рождения, за «Химик» — Виктор Соколов 1939 года рождения.